# Svarttjärnen (Junsele socken, Ångermanland, 706228-154679)
Svarttjärnen är en sjö i Sollefteå kommun i Ångermanland och ingår i Ångermanälvens huvudavrinningsområde.